# Hinsdale County
Das Hinsdale County ist ein County im Bundesstaat Colorado der Vereinigten Staaten. Der Verwaltungssitz (County Seat) ist Lake City, der einzigen inkorporierten Gemeinde des Countys. Das 1874 gegründete County ist das am dünnsten besiedelte County in Colorado.

## Geographie
Das County im Südwesten von Colorado hat eine Fläche von 2909 Quadratkilometern, wovon 14 Quadratkilometer Wasserfläche sind. Die Landschaft des stark bewaldeten Countys wird von den Rocky Mountains geprägt und die kontinentale Wasserscheide verläuft durch das County. Die benachbarten Countys sind Gunnison (nördlich), Saguache (nordöstlich), Mineral (östlich), Archuleta (südöstlich), La Plata (südwestlich), San Juan (westlich) und Ouray (nordwestlich).

## Demografische Daten

Alterspyramide des Hinsdale Countys (Stand: 2000)

Nach der Volkszählung im Jahr 2000 lebten im County 790 Menschen. Es gab 359 Haushalte und 246 Familien. Die Bevölkerungsdichte betrug 0,1 Einwohner pro Quadratkilometer. Ethnisch betrachtet setzte sich die Bevölkerung zusammen aus 97,34 Prozent Weißen, 1,52 Prozent amerikanischen Ureinwohnern, 0,25 Prozent Asiaten,  und 0,38 Prozent aus anderen ethnischen Gruppen; 0,51 Prozent stammten von zwei oder mehr Ethnien ab. 1,52 Prozent der Gesamtbevölkerung waren spanischer oder lateinamerikanischer Abstammung.
Von den 359 Haushalten hatten 23,4 Prozent Kinder und Jugendliche unter 18 Jahren, die bei ihnen lebten. 61,0 Prozent waren verheiratete, zusammenlebende Paare, 4,7 Prozent waren allein erziehende Mütter. 31,2 Prozent waren keine Familien. 24,8 Prozent waren Singlehaushalte und in 3,1 Prozent lebten Menschen im Alter von 65 Jahren oder darüber. Die Durchschnittshaushaltsgröße betrug 2,20 und die durchschnittliche Familiengröße lag bei 2,60 Personen.
Auf das gesamte County bezogen setzte sich die Bevölkerung zusammen aus 19,5 Prozent Einwohnern unter 18 Jahren, 4,7 Prozent zwischen 18 und 24 Jahren, 29,5 Prozent zwischen 25 und 44 Jahren, 34,7 Prozent zwischen 45 und 64 Jahren und 11,6 Prozent waren 65 Jahre alt oder darüber. Das Durchschnittsalter betrug 44 Jahre. Auf 100 weibliche Personen kamen 105,7 männliche Personen, auf 100 Frauen im Alter ab 18 Jahren kamen statistisch 109,9 Männer.
Das jährliche Durchschnittseinkommen eines Haushalts betrug 37.279 USD, das Durchschnittseinkommen der Familien betrug 42.159 USD. Männer hatten ein Durchschnittseinkommen von 26.210 USD, Frauen 23.750 USD. Das Prokopfeinkommen betrug 22.360 USD. 7,2 Prozent der Bevölkerung und 4,5 Prozent der Familien lebten unterhalb der Armutsgrenze. Darunter waren 2,2 Prozent der Einwohner ab 65 Jahren und niemand unter 18 Jahren.

## Sehenswürdigkeiten

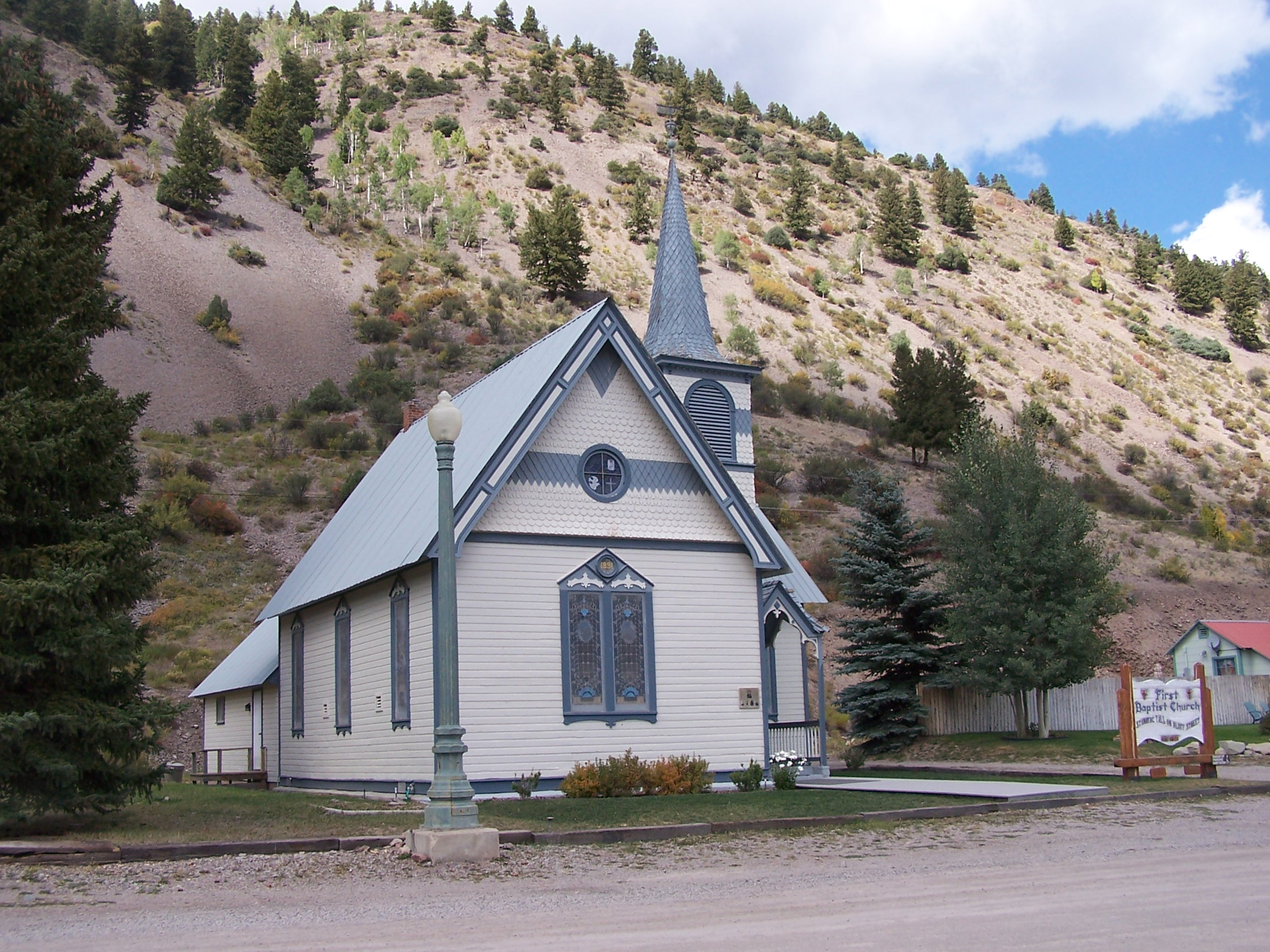
Baptist Church im Lake City Historic District (2008). Dieser Schutzbezirk umfasst Gebäude aus dem letzten Viertel des 19. Jahrhunderts. Er wurde im Dezember 1978 als erstes Objekt im Hinsdale County in das NRHP eingetragen.

Zwölf Bauwerke, Stätten und historische Bezirke (Historic Districts) im Hinsdale County sind im National Register of Historic Places („Nationales Verzeichnis historischer Orte“; NRHP) eingetragen (Stand 7. September 2022), darunter mehrere Minen und dazugehörige Gebäude.

## Ortschaften
- Henson
- Lake City